# Plumularia australiensis
Plumularia australiensis is een hydroïdpoliep uit de familie Plumulariidae. De poliep komt uit het geslacht Plumularia. Plumularia australiensis werd in 1973 voor het eerst wetenschappelijk beschreven door Watson. 